# 総合危機管理士
総合危機管理士（そうごうききかんりし）は日本の民間資格（資格称号）のひとつ。

## 学術社団安全保障危機管理学会認定総合危機管理士
当該資格は、学術社団安全保障危機管理学会が地方公共団体及び企業等に危機管理等の中心となる人材養成のため認定している民間資格として、教育及び資格審査の後、資格付与するものであったが、平成22年6月28日、特許庁の審判により、学術社団安全保障危機管理学会の総合危機管理士の商標登録の取り消しが行われた。したがって、学術社団安全保障危機管理学会の認定する総合危機管理士は、それ以降、現実には存在し得ないこととなっている。

## 特定非営利活動法人危機管理支援協会認定総合危機管理士
当該資格は、特定非営利活動法人危機管理支援協会が安心して平和に暮らせる社会を実現するために、危機管理に関する幅広い分野で活動が期待され、かつ、そのための十分な資質・知識・技能を保有する者を総合危機管理士として認定する資格制度で1級から4級までの等級を制定している。現在は自衛隊など特定職域での危機管理実務経験者のみを対象として認定している 。

総合危機管理士の名称は、平成22年10月8日、特定非営利活動法人危機管理支援協会を商標権者として商標登録されている。
| 等級 | 認定呼称                                 | 有資格者の役割 | 取得要領                                                                              |
| ---- | ---------------------------------------- | --- | ------------------------------------------------------------------------------------- |
| 1級  | 総合危機管理ゼネラルマネージャー         | 国や都道府県、あるいは大規模な組織体における、高度な危機管理の 見地から総合的な危機管理を計画・実施 | 特別認定ＡⅠコース(要理事長推薦)を経て認定審査                                         |
| 2級  | 総合危機管理アドバイザー                 | 市町村、学校、企業等の危機管理担当者として、危機管理の視点から 現状について調査研究を行い、改善施策について提言、助言あるいは 危機対策の推進を行う。 同時に教育訓練を計画・指導し、危機発生時に際して組織的活動の中 心的な役割を担う。 | 完全実務マスターＡⅡコースに申し込み後、3週間の 講習を経て、試験により認定審査を行う。 |
| 3級  | 総合危機管理インストラクター             | 同上 | 実務マスターＡⅢコース申込後、5日間の講習を経て 試験により認定審査を行う。             |
| 4級  | 総合危機管理アシスタントインストラクター | 同上 | 実務マスターＡⅣコースに申し込み後、6ヶ月の通信 教育を経て試験により認定審査を行う。   |

## 特定非営利活動法人日本危機管理士機構危機管理士
当該資格は、危機発生時において、危機発生後の時間経過に応じた迅速・的確な危機管理対応業務の遂行が可能であり、そのための知識と技能を有し、「危機管理」に携わる、平時から被害発生の軽減に努めることができる人材を、危機管理士として認定するものである。学術団体が、危機管理のエキスパートとして、社会に資する人材を育成する制度である。1級、2級（自然災害）、2級（社会リスク）の等級がある。